# Sandersdorf-Brehna
Sandersdorf-Brehna är en tysk stad i distriktet (Landkreis) Anhalt-Bitterfeld i förbundslandet Sachsen-Anhalt. Kommunen bildades 1 juli 2009 genom sammanslagning av de dåvarande kommunerna Glebitzsch, Petersroda, Roitzsch och Sandersdorf samt staden Brehna. Brehna uppkom vid ett nunnekloster som följde Augustinus regel. Förutom staden ingår flera mindre orter i kommunen.
I kommunen ligger flera sänkor som tidigare var dagbrott. Staden passeras av motorvägen A9. Vid motorvägen etablerades en större företagsby. En grustäckt vid stadens kant omvandlades till ett friluftsbad. I kommunen finns dessutom en mindre flygplats för segelflygplan.

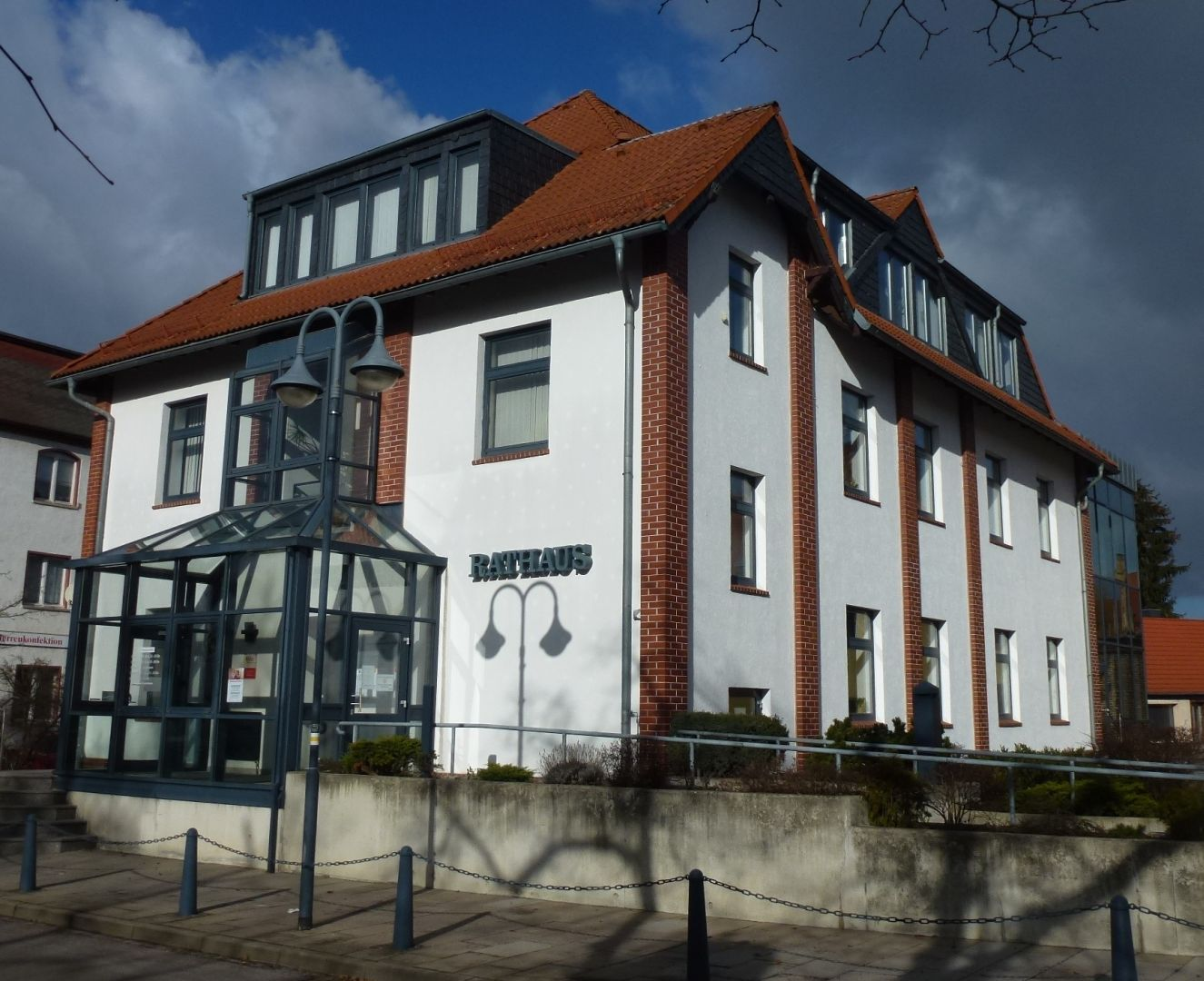
Rådhuset
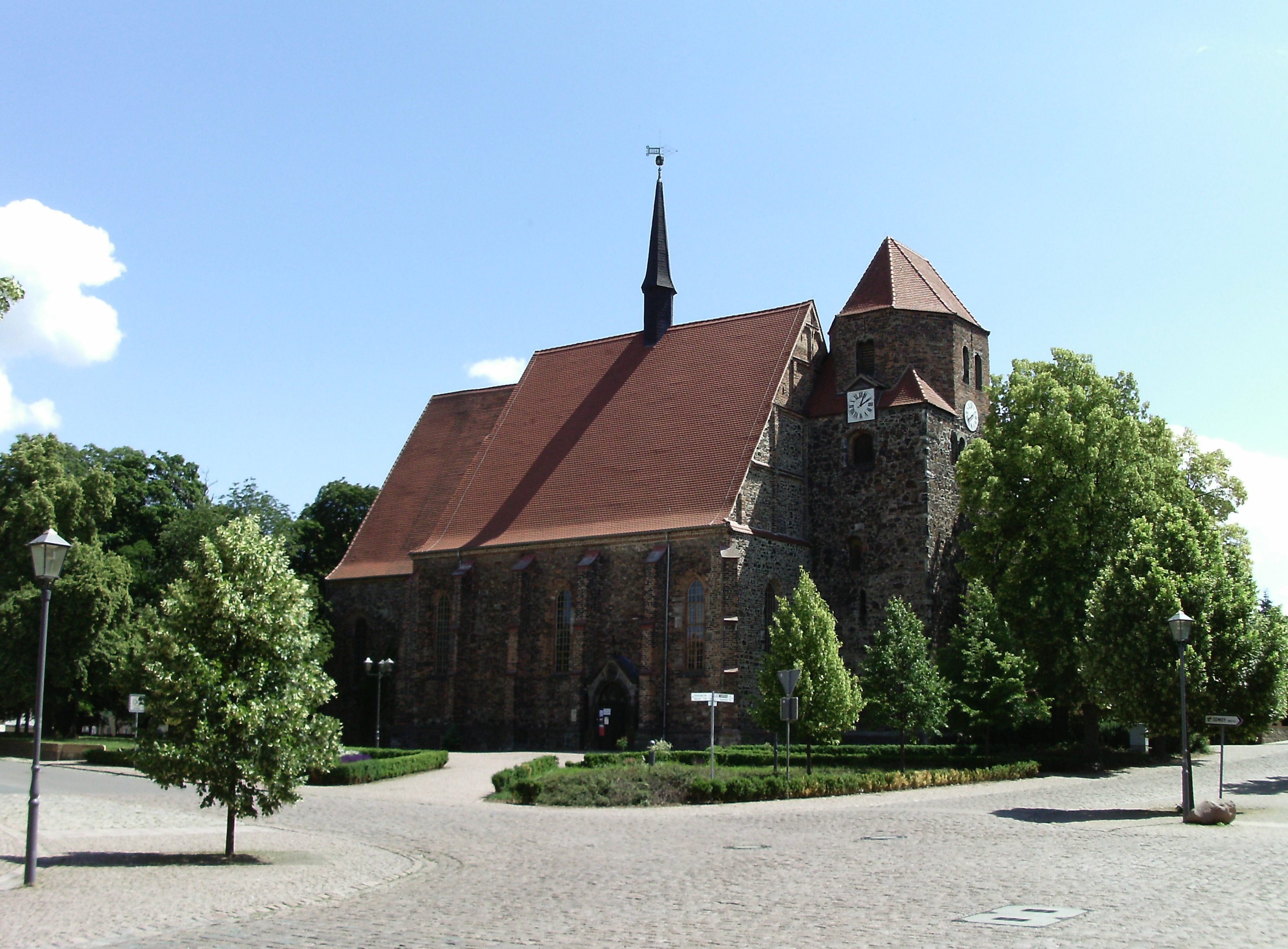
Klosterkyrkan i Brehna
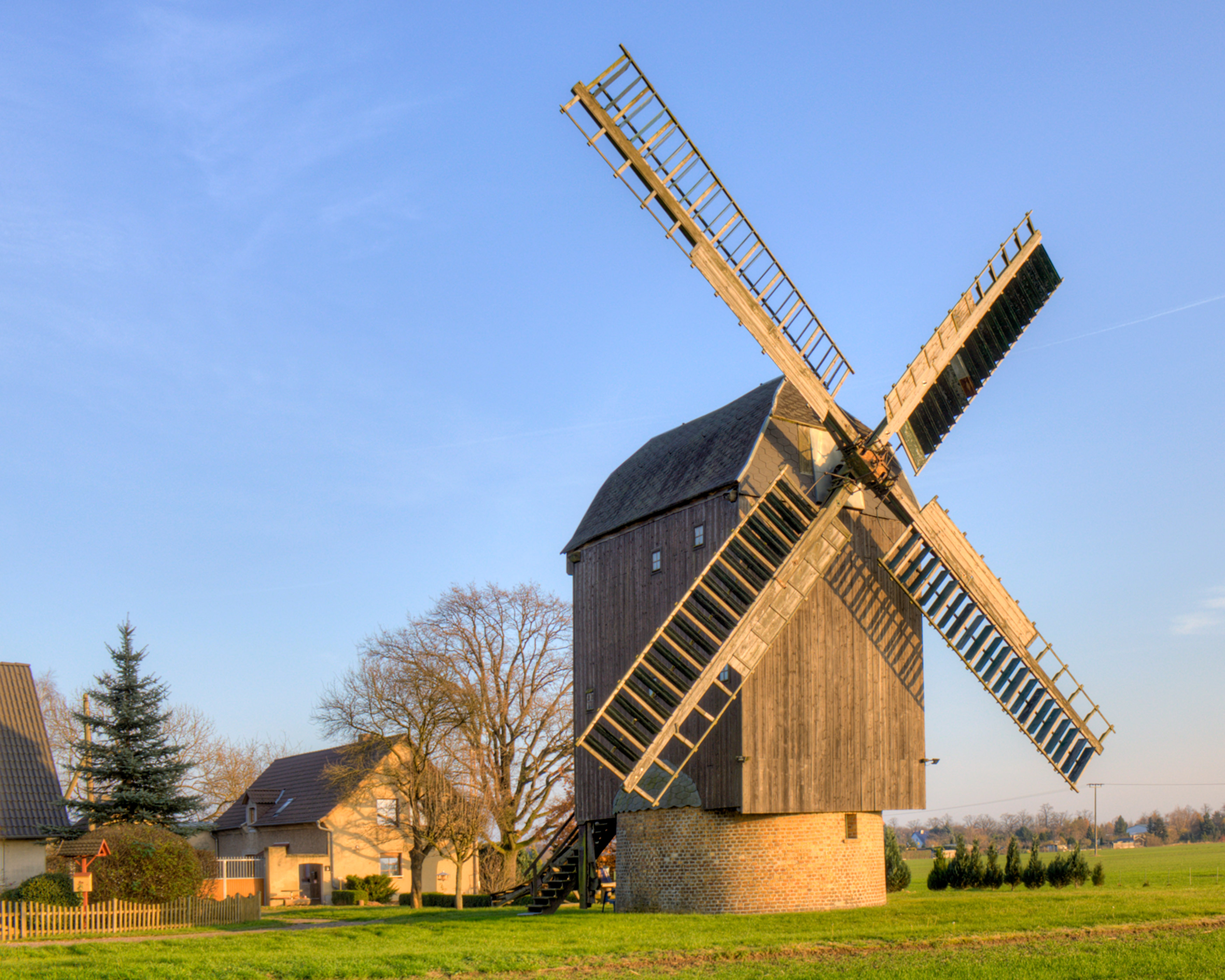
Väderkvarn vid Brehnas utkant